# Апантел
Apanteles — це дуже великий рід браконідних ос, що зустрічаються по всьому світу. У Новій Зеландії немає місцевих видів, і жоден не був зареєстрований у високій Арктиці.